# Laurence E. Mascott
Laurence E. Mascott (* 19. Mai 1921 in Lynn, Massachusetts; † 29. Juli 2000 in Andover, Massachusetts) war ein US-amerikanischer Drehbuchautor, Filmproduzent und Filmregisseur, der unter anderem bei der Oscarverleihung 1966 für den Oscar für den besten Dokumentarfilm nominiert war.

## Leben
Laurence E. Mascott war als Drehbuchautor tätig und verfasste unter anderem für Fernsehserien wie Theatre with Gloria Swanson mit Gloria Swanson (1952), Johnny Staccato (1959), World of Giants (1959), Bonanza (1960) und Kein Fall für FBI (1961) Drehbücher. Für den 1958 unter der Regie von George Sherman entstandenen Abenteuerfilm Zehn Tage nach Tulara (Ten Days to Tulara) mit Sterling Hayden, Grace Raynor und Rodolfo Hoyos, Jr. schrieb er ebenfalls das Drehbuch und war auch als Produzent an dem Film beteiligt. Er schrieb ferner das Drehbuch für den Dokumentarfilm The Race for Space (1959) von David L. Wolper, der sich mit dem damals aktuellen Wettlauf ins All beschäftigt. 1961 war er als Drehbuchautor und Produzent an Im Taumel der Sinne (Look in Any Window) beteiligt, ein Filmdrama, das von Regisseur William Alland mit Paul Anka, Ruth Roman und Alex Nicol verfilmt wurde.
1965 inszenierte Mascott als Regisseur, Produzent und Drehbuchautor mit Arthur Kennedy als Erzähler den Dokumentarfilm The Battle of the Bulge… The Brave Rifles über die Ardennenoffensive zum Ende des Zweiten Weltkrieges. Für diesen Film wurde er bei der Oscarverleihung 1966 für den Oscar für den besten Dokumentarfilm nominiert. 1966 erschien eine Version des 52-minütigen Films in der Fernsehreihe ABC Stage 67. 1971 entstand das Filmdrama Josie’s Castle mit Tom Holland, George Takel und Holly Mascott, bei dem er ebenfalls Regisseur, Produzent und Drehbuchautor war.

## Auszeichnungen
Oscar
- 1966: Nominierung in der Kategorie Oscar/Bester Dokumentarfilm für The Battle of the Bulge… The Brave Rifles

## Filmografie (Auswahl)
- 1958: Zehn Tage nach Tulara (Ten Days to Tulara)
- 1959: The Race for Space
- 1961: Im Taumel der Sinne (Look in Any Window)
- 1965: The Battle of the Bulge… The Brave Rifles
- 1971: Josie’s Castle